# La Caine
La Caine er en kommune i departementet Calvados i regionen Basse-Normandie i det nordvestlige Frankrig.

## Historie

### 2. verdenskrig
Efter de allieredes landgang i Normandiet blev hovedkvarteret for den tyske Panzergruppe West opslået ved slottet i La Caine. Hovedkvarterets nye placering blev afdækket af det britiske efterretningsvæsen ved hjælp af dekryptering af Enigma-meddelelser. Den 10. juni bombarderede fly fra RAF's 2. taktiske luftstyrke landsbyen og dræbte den tyske stabschef og 17 andre.